# Ново Конярево
Ново Конярево (на македонска литературна норма: Ново Коњарево) е село в община Ново село на Северна Македония. Населението му е 518 души (2021).

## География
Ново Конярево се намира в непосредствена близост до граничния пункт Златарево – Ново село, на 1 km разстояние от гранцата с България, на 7 km от общинския център Ново село и на 28 km от град Струмица.

## История
В землището на село Ново Конярево, на 100 m от границата се намира археологическият обект Голема трапеза – енеолитно и раннобронзово селище.
Селото е основано през 1931 година от 15 семейства, сръбски колонисти, и първо се казвало Белите къщи. През 1941 година тези семейства са били прогонени от българските войски. След войната през 1945 година в селото се заселват жителите на Бадилен. Селището получава името Ново Конярево по това на съседното Конярево. В близост до селото има паметник, наречен Апостолски пункт, построен в чест на битката от 1943 година между български части и комунистически партизани, водени от Михайло Апостолски.
Селото има две църкви – едната е „Свети Илия“, осветена през 1973 година, а втората „Свети Климент Охридски“, осветена 2003 година.
В 1991 година в селото има 1190 жители. Според преброяването от 2002 година селото има 934 жители.
| Националност     | Всичко |
| северномакедонци | 932    |
| албанци          | 0      |
| турци            | 0      |
| роми             | 0      |
| власи            | 0      |
| сърби            | 2      |
| бошняци          | 0      |
| други            | 0      |

В селото има филиал на Основно училище „Мануш Турновски“.

## Личности
Родени в Ново Конярево
- Ванчо Георгиев (р. 1964), северномакедонски историк
- Владо Тимовски (р. 1948), северномакедонски педагог